# 井上愛梨
井上 愛梨（いのうえ えり、1982年6月24日 - ）は、元福井テレビジョン放送のアナウンサー。

## 来歴・人物
- 愛媛県出身。血液型はA型。
- 愛媛県立今治西高等学校、関西外国語大学外国語学部英米語学科卒業。
- 大学時代は京阪光善寺駅付近の塾でバイトをしていた。
- 南海放送社員アナウンサー、KBS京都で契約社員としてアナウンサーを経た後、2009年に福井テレビジョン放送に入社。
- 自分の特徴・性格を、「のんびりだけど負けず嫌い、よく笑う、平和主義」と述べている。
- 特技は、友達作り、歌うこと。
- 趣味は、クラシックバレエ、舞台・音楽鑑賞、美味しいお店を見つける事。
- 好きな食べ物は、じゃがいも(ポテトチップスなど)、ケーキ(特にタルト系)。
- 好きな映画は、『美女と野獣』。
- 好きな曲は、絢香、aiko、Mr.Children、ゆず全般。
- 好きな本は、鬼塚忠の『Little DJ〜小さな恋の物語』
- 好きな色は、ピンク。
- 好きな国は、日本。「食べ物は美味しいし、買い物も出来るし、何でもあるし、国内で十分観光できるから」とのこと。
- 2023年3月末を持って、福井テレビを退職し、入籍を公表。

## エピソード
- 福井テレビアナウンサーの中でブログの更新頻度が最も高い。（福井テレビHP内「えりNAVI☆PART3」）
- 好きな言葉は『プラスのためにマイナスがある』。先輩から「辛い事があれば次は必ず楽しい事が待っている、±ゼロになるように人生は出来ている」と教えられたことが切っ掛け。
- りんごがモチーフとなっている（？）自作の「えりマーク」があり、番組で、ガラス工芸を行った際に用いられている。
- 福井のお気に入りスポットに、晴れた日の東尋坊、春の足羽川周辺の桜並木、福井県立恐竜博物館、等をHPや出演番組等で挙げている。
- お昼前のニュースでディレクターが普段夜のニュース担当だったために「こんばんは」と挨拶してしまったことがあり、しばらく会社の人達に朝でも「こんばんは」と挨拶されていたことがある。
- 三人姉妹であり、母親からプレゼントされた三姉妹でお揃いのパジャマを所有している。
- 寒さに弱く、自宅用、車用、会社用等、複数枚の毛布を使い分けている。

## 過去の担当番組
福井テレビ
- わんだふるタイム
- ほっとふくい
- おかえりなさ〜い（木・金曜担当）
- シネマニアプラス
- 福井テレビLive News
- 福井新聞ニュース・中日新聞ニュース

KBS京都ラジオ
- common元気!（カモン元気!）（KBS京都ラジオ　木曜 21:30 - 22:00、2009/04/02-）初代アシスタント。メインパーソナリティーは角野充俊（着る岩盤浴BSファイン加茂繊維株式会社）
- 里見まさとのSCAN KYOTO（KBS京都ラジオ）
- 京都新聞ニュース（KBS京都）　　契約アナウンサーとして